# Walter Demgen
Walter Demgen (* 4. April 1925 in Dortmund; † 8. Dezember 2010 ebenda) war ein deutscher Maler und Grafiker der Arbeitswelt.

## Leben
Während seiner Ausbildung zum Gebrauchswerber nahm Demgen an Abendkursen der Dortmunder Kunst- und Gewerbeschule teil. Nach dem Zweiten Weltkrieg besuchte er Hans Tombrocks „Schule für Bildende und Angewandte Kunst Dortmund“. Ab 1949 arbeitete Demgen als Stahlarbeiter, um seine künstlerische Tätigkeit zu finanzieren, so zunächst beim Hörder Bergwerks- und Hütten-Verein und dann beim Dortmunder Hoesch-Konzern im Werk Phoenix in Hörde. Seit seinem Ausscheiden im Jahr 1981 widmete er sich ausschließlich seiner Kunst, seit 1984 auch im Rahmen der von ihm mit anderen Hoeschianern gegründeten Hoesch-Malergruppe ZWAR. Er lebte bis zu seinem Tod im Dortmunder Vorort Sölde.
Im Juli 2019 wurde Demgen eine Straße, der Walter-Demgen-Weg in Dortmund-Sölde, gewidmet.

## Werk
Demgens bevorzugte Techniken waren der Holzschnitt und die Radierung, zudem erstellte er Zeichnungen und Aquarelle. Seine Themen waren die Arbeits- und Lebenswelt des Ruhrgebiets, Hochöfen und Walzwerke ebenso wie die kleinstädtische Fachwerkarchitektur der Altstadt von Hörde, Sölde, Aplerbeck und Berghofen.

## Ausstellungen
- 2005 – Hoesch-Museum Dortmund, Sonderausstellung Holzschnitte von Walter Demgen, mit begleitendem Werkstattgespräch
- 2005 – Stadt- und Landesbibliothek Dortmund, Radierungen
- 2007 – Bürgersaal Dortmund, Gemeinschaftsausstellung mit Bildern der Hörder Künstler Wilhelm Kronfeld und Lutz Dittberner
- 2008 – Volksbank Dortmund-Hörde, „600 Jahre Holzschnitt“, Beteiligung mit eigenen Holzschnitten an der Ausstellung der Kulturstiftung Schlanke Mathilde aus Beständen der Sammlung Manfred Wolnin
- 2009 – Hoesch-Museum Dortmund, Sonderausstellung zum 25-jährigen Bestehen der Hoesch-Malergruppe ZWAR